# Sebežské jezero
Sebežské jezero (rusky Себежское озеро) je jezero ve Pskovské oblasti v Rusku. Má rozlohu 16 km². Dosahuje maximální hloubky 9,8 m.

## Vodní režim
Zdroj vody je smíšený. Rozsah kolísání úrovně hladiny je 1,5 m. Nejvyšší je v dubnu a nejnižší v březnu. Zamrzá v listopadu nebo prosinci a rozmrzá na konci dubna nebo na začátku května. Z jezera odtéká řeka Ugarinka, která ho spojuje s říčním systémem Západní Dviny.

## Využití
Na břehu leží město Sebež.